# Мотли (Минесота)
Мотли (енгл. Motley) град је у америчкој савезној држави Минесота.

## Демографија
По попису из 2010. године број становника је 671, што је 86 (14,7%) становника више него 2000. године.
| Група             | 2000.       | 2010.       |
| Белци             | 562 (96,1%) | 619 (92,3%) |
| Афроамериканци    | 1 (0,2%)    | 1 (0,1%)    |
| Азијати           | 2 (0,3%)    | 0 (0,0%)    |
| Хиспаноамериканци | 12 (2,1%)   | 29 (4,3%)   |
| Укупно            | 585         | 671         |